# Az Egyesült Német Csapat az 1960. évi téli olimpiai játékokon
Az Egyesült Német Csapat az egyesült államokbeli Squaw Valleyben megrendezett 1960. évi téli olimpiai játékokon az NDK és az NSZK közös csapata volt. Az Egyesült Német Csapat a játékokon 8 sportágban 74 sportolóval képviseltette magát, akik összesen 8 érmet szereztek.

## Érmesek
| Érem  | Versenyző                         | Sportág          | Versenyszám        |
| ----- | --------------------------------- | ---------------- | ------------------ |
| Arany | Heidi Biebl                       | Alpesisí         | Női lesiklás       |
| Arany | Georg Thoma                       | Északi összetett | Egyéni             |
| Arany | Helga Haase                       | Gyorskorcsolya   | Női 500 m          |
| Arany | Helmut Recknagel                  | Síugrás          | Egyéni, normálsánc |
| Ezüst | Hans Peter Lanig                  | Alpesisí         | Férfi lesiklás     |
| Ezüst | Helga Haase                       | Gyorskorcsolya   | Női 1000 m         |
| Ezüst | Marika Kilius Hans-Jürgen Bäumler | Műkorcsolya      | Páros              |
| Bronz | Barbi Henneberger                 | Alpesisí         | Női műlesiklás     |

## Alpesisí
Férfi
| Versenyző          | Versenyszám      | 1. futam | 1. futam | 2. futam      | 2. futam      | Összesítés | Összesítés |
| Versenyző          | Versenyszám      | Idő      | Hely.    | Idő           | Hely.         | Idő        | Helyezés   |
| ------------------ | ---------------- | -------- | -------- | ------------- | ------------- | ---------- | ---------- |
| Sepp Behr          | Műlesiklás       | 1:12,1   | 12.      | 1:03,9        | 13.           | 2:16,0     | 10.        |
| Willy Bogner       | Lesiklás         |          |          |               |               | 2:09,7     | 9.         |
| Willy Bogner       | Műlesiklás       | 1:08,8   | 1.       | nem ért célba | nem ért célba | kiesett    | kiesett    |
| Willy Bogner       | Óriás-műlesiklás |          |          |               |               | kizárták   | kizárták   |
| Hans Peter Lanig   | Lesiklás         |          |          |               |               | 2:06,5     |            |
| Hans Peter Lanig   | Műlesiklás       | 1:11,9   | 11.      | 1:02,4        | 10.           | 2:14,3     | 7.         |
| Hans Peter Lanig   | Óriás-műlesiklás |          |          |               |               | 1:51,9     | 13.        |
| Luggi Leitner      | Lesiklás         |          |          |               |               | 2:10,2     | 11.        |
| Luggi Leitner      | Műlesiklás       | 1:10,9   | 6.*      | 59,6          | 3.*           | 2:10,5     | 4.         |
| Luggi Leitner      | Óriás-műlesiklás |          |          |               |               | 1:53,6     | 18.        |
| Eberhard Riedel    | Lesiklás         |          |          |               |               | 2:13,3     | 16.        |
| Fritz Wagnerberger | Óriás-műlesiklás |          |          |               |               | 1:52,5     | 15.        |

Női
| Versenyző         | Versenyszám      | 1. futam | 1. futam | 2. futam | 2. futam | Összesítés | Összesítés |
| Versenyző         | Versenyszám      | Idő      | Hely.    | Idő      | Hely.    | Idő        | Helyezés   |
| ----------------- | ---------------- | -------- | -------- | -------- | -------- | ---------- | ---------- |
| Heidi Biebl       | Lesiklás         |          |          |          |          | 1:37,6     |            |
| Heidi Biebl       | Műlesiklás       | 1:09,2   | 35.      | 57,3     | 3.       | 2:06,5     | 21.        |
| Heidi Biebl       | Óriás-műlesiklás |          |          |          |          | 2:01,5     | 37.        |
| Barbi Henneberger | Lesiklás         |          |          |          |          | 1:42,4     | 11.        |
| Barbi Henneberger | Műlesiklás       | 57,4     | 4.**     | 59,2     | 6.*      | 1:56,6     |            |
| Barbi Henneberger | Óriás-műlesiklás |          |          |          |          | 1:42,6     | 15.*       |
| Anneliese Meggl   | Lesiklás         |          |          |          |          | 1:40,8     | 6.         |
| Anneliese Meggl   | Műlesiklás       | 1:02,5   | 25.      | 59,9     | 12.*     | 2:02,4     | 13.        |
| Anneliese Meggl   | Óriás-műlesiklás |          |          |          |          | 1:40,7     | 5.*        |
| Sonja Sperl       | Lesiklás         |          |          |          |          | 1:41,0     | 7.         |
| Sonja Sperl       | Műlesiklás       | 59,0     | 14.*     | 59,8     | 10.*     | 1:58,8     | 8.         |
| Sonja Sperl       | Óriás-műlesiklás |          |          |          |          | 1:41,9     | 9.**       |

* - egy másik versenyzővel azonos eredményt ért el

** - két másik versenyzővel azonos eredményt ért el

## Biatlon
| Versenyző        | Lövőhiba | Időeredmény | Helyezés |
| ---------------- | -------- | ----------- | -------- |
| Kurt Hinze       | 9        | 1:54:36,5   | 20.      |
| Herbert Kirchner | 4        | 1:46:35,6   | 13.      |
| Horst Nickel     | 8        | 1:48:28,9   | 17.      |
| Kuno Werner      | 6        | 1:41:33,8   | 9.       |

## Északi összetett
| Versenyző      | Síugrás  | Síugrás  | Síugrás  | Síugrás  | Síugrás  | Síugrás  | Síugrás | Síugrás | Sífutás   | Sífutás | Sífutás | Összesítés | Összesítés |
| Versenyző      | 1. ugrás | 1. ugrás | 2. ugrás | 2. ugrás | 3. ugrás | 3. ugrás | Össz.   | Össz.   | Sífutás   | Sífutás | Sífutás | Összesítés | Összesítés |
| Versenyző      | Távolság | Pont     | Távolság | Pont     | Távolság | Pont     | Pont    | Hely.   | Idő       | Pont    | Hely.   | Pont       | Helyezés   |
| -------------- | -------- | -------- | -------- | -------- | -------- | -------- | ------- | ------- | --------- | ------- | ------- | ---------- | ---------- |
| Rainer Dietel  | 63,0     | (104,5)  | 67,5     | 109,5    | 63,5     | 104,5    | 214,0   | 6.*     | 1:05:32,8 | 212,645 | 22.     | 426,645    | 17.        |
| Günter Flauger | 60,5     | (103,0)  | 66,0     | 104,0    | 65,5     | 103,0    | 207,0   | 12.*    | 1:02:10,0 | 225,742 | 14.     | 432,742    | 13.        |
| Martin Körner  | 58,0     | (102,5)  | 65,0     | 107,0    | 63,5     | 105,0    | 212,0   | 10.*    | 1:07:37,0 | 204,645 | 27.     | 416,645    | 20.        |
| Georg Thoma    | 62,0     | (106,0)  | 69,0     | 110,0    | 67,5     | 111,5    | 221,5   | 1.      | 59:23,8   | 236,452 | 4.      | 457,952    |            |

* - egy másik versenyzővel azonos eredményt ért el

## Gyorskorcsolya
Férfi
| Versenyző       | Versenyszám | Eredmény | Helyezés |
| --------------- | ----------- | -------- | -------- |
| Sepp Biebl      | 5000 m      | 8:48,0   | 32.      |
| Helmut Kuhnert  | 500 m       | 42,3     | 20.***   |
| Helmut Kuhnert  | 1500 m      | 2:13,6   | 9.       |
| Helmut Kuhnert  | 5000 m      | 8:25,1   | 22.      |
| Helmut Kuhnert  | 10 000 m    | 16:43,4  | 13.      |
| Harald Norden   | 1500 m      | 2:22,1   | 31.*     |
| Manfred Schüler | 500 m       | 42,5     | 24.*     |
| Manfred Schüler | 1500 m      | 2:18,3   | 18.*     |
| Herbert Söllner | 500 m       | 42,3     | 20.***   |
| Günther Tilch   | 500 m       | 42,3     | 20.***   |
| Günther Tilch   | 1500 m      | 2:24,8   | 38.      |
| Heinz Wolfram   | 5000 m      | 9:18,2   | 36.      |
| Heinz Wolfram   | 10 000 m    | 18:37,0  | 29.      |

Női
| Versenyző           | Versenyszám | Eredmény | Helyezés |
| ------------------- | ----------- | -------- | -------- |
| Sigrit Behrenz      | 500 m       | 50,2     | 18.      |
| Sigrit Behrenz      | 1000 m      | 1:43,8   | 18.      |
| Inge Görmer         | 1500 m      | 2:36,5   | 16.      |
| Inge Görmer         | 3000 m      | 5:37,5   | 13.      |
| Helga Haase         | 500 m       | 45,9     |          |
| Helga Haase         | 1000 m      | 1:34,3   |          |
| Helga Haase         | 1500 m      | 2:31,7   | 8.       |
| Natascha Liebknecht | 500 m       | 51,4     | 20.      |
| Natascha Liebknecht | 1000 m      | 1:43,5   | 17.      |
| Gisela Toews        | 1500 m      | 2:51,1   | 22.      |
| Gisela Toews        | 3000 m      | 5:48,3   | 17.      |

* - egy másik versenyzővel azonos eredményt ért el

*** - három másik versenyzővel azonos eredményt ért el

## Jégkorong
| Egyesült Német Csapat férfi jégkorongcsapat-játékoskeret                                         | Egyesült Német Csapat férfi jégkorongcsapat-játékoskeret                                                | Egyesült Német Csapat férfi jégkorongcsapat-játékoskeret      |
| ------------------------------------------------------------------------------------------------ | --- | ------------------------------------------------------------- |
| - Paul Ambros - Georg Eberl - Markus Egen - Ernst Eggerbauer - Michael Hobelsberger - Hans Huber | - Ulli Jansen - Hans Rampf - Sepp Reif - Otto Schneitberger - Siegfried Schubert - Horst Franz Schuldes | - Kurt Sepp - Ernst Trautwein - Xaver Unsinn - Leonhard Waitl |

### Eredmények
Csoportkör
B csoport
| Csapat                | M | Gy | D | V | G+ | G– | Gk  | P |
| --------------------- | - | -- | - | - | -- | -- | --- | - |
| Szovjetunió           | 2 | 2  | 0 | 0 | 16 | 4  | +12 | 4 |
| Egyesült Német Csapat | 2 | 1  | 0 | 1 | 4  | 9  | –5  | 2 |
| Finnország            | 2 | 0  | 0 | 2 | 5  | 12 | –7  | 0 |

| 1960. február 19. | Szovjetunió (URS) | 8 – 0 (3–0, 3–0, 2–0) | Egyesült Német Csapat | Squaw Valley |

|  |  |  |  |  |
|  |  |  |  |  |
|  |  |  |  |  |
|  |  |  |  |  |

| 1960. február 21. | Egyesült Német Csapat (EUA) | 4 – 1 (1–0, 2–0, 1–1) | Finnország | Squaw Valley |

|  |  |  |  |  |
|  |  |  |  |  |
|  |  |  |  |  |
|  |  |  |  |  |

Döntő csoportkör
| 1960. február 22. | Kanada (CAN) | 12 – 0 (6–0, 1–0, 5–0) | Egyesült Német Csapat | Squaw Valley |

|  |  |  |  |  |
|  |  |  |  |  |
|  |  |  |  |  |
|  |  |  |  |  |

| 1960. február 24. | Egyesült Államok (USA) | 9 – 1 (2–0, 3–1, 3–0) | Egyesült Német Csapat | Squaw Valley |

|  |  |  |  |  |
|  |  |  |  |  |
|  |  |  |  |  |
|  |  |  |  |  |

| 1960. február 25. | Szovjetunió (URS) | 7 – 1 (0–1, 4–0, 3–0) | Egyesült Német Csapat | Squaw Valley |

|  |  |  |  |  |
|  |  |  |  |  |
|  |  |  |  |  |
|  |  |  |  |  |

| 1960. február 27. | Csehszlovákia (TCH) | 9 – 1 (3–1, 4–0, 2–0) | Egyesült Német Csapat | Squaw Valley |

|  |  |  |  |  |
|  |  |  |  |  |
|  |  |  |  |  |
|  |  |  |  |  |

| 1960. február 28. | Svédország (SWE) | 8 – 2 (2–0, 2–2, 4–0) | Egyesült Német Csapat | Squaw Valley |

|  |  |  |  |  |
|  |  |  |  |  |
|  |  |  |  |  |
|  |  |  |  |  |

Végeredmény
| Csapat                | M | Gy | D | V | G+ | G– | Gk  | P  |
| --------------------- | - | -- | - | - | -- | -- | --- | -- |
| Egyesült Államok      | 5 | 5  | 0 | 0 | 29 | 11 | +18 | 10 |
| Kanada                | 5 | 4  | 0 | 1 | 31 | 12 | +19 | 8  |
| Szovjetunió           | 5 | 2  | 1 | 2 | 24 | 19 | +5  | 5  |
| Csehszlovákia         | 5 | 2  | 0 | 3 | 21 | 23 | –2  | 4  |
| Svédország            | 5 | 1  | 1 | 3 | 19 | 19 | 0   | 3  |
| Egyesült Német Csapat | 5 | 0  | 0 | 5 | 5  | 45 | –40 | 0  |

| Csapat                | Helyezés |
| --------------------- | -------- |
| Egyesült Német Csapat | 6.       |

## Műkorcsolya
| Versenyző                         | Versenyszám  | Kötelező elemek   | Kötelező elemek | Kűr               | Kűr   | Összesítés                     | Összesítés                     | Összesítés                     | Összesítés                     | Összesítés                     | Összesítés                     | Összesítés                     | Összesítés                     | Összesítés                     | Összesítés        | Összesítés        | Összesítés  | Összesítés | Összesítés |
| Versenyző                         | Versenyszám  | Kötelező elemek   | Kötelező elemek | Kűr               | Kűr   | Helyezési pontszámok bírónként | Helyezési pontszámok bírónként | Helyezési pontszámok bírónként | Helyezési pontszámok bírónként | Helyezési pontszámok bírónként | Helyezési pontszámok bírónként | Helyezési pontszámok bírónként | Helyezési pontszámok bírónként | Helyezési pontszámok bírónként | Több. hely. száma | Több. hely. össz. | Hely. össz. | Pont       | Helyezés   |
| Versenyző                         | Versenyszám  | Több. hely. száma | Hely.           | Több. hely. száma | Hely. | 1                              | 2                              | 3                              | 4                              | 5                              | 6                              | 7                              | 8                              | 9                              | Több. hely. száma | Több. hely. össz. | Hely. össz. | Pont       | Helyezés   |
| --------------------------------- | ------------ | ----------------- | --------------- | ----------------- | ----- | ------------------------------ | ------------------------------ | ------------------------------ | ------------------------------ | ------------------------------ | ------------------------------ | ------------------------------ | ------------------------------ | ------------------------------ | ----------------- | ----------------- | ----------- | ---------- | ---------- |
| Manfred Schnelldorfer             | Férfi egyéni | 5×8+              | 9.              | 5×9+              | 9.    | 8,0                            | 7,0                            | 7,0                            | 7,0                            | 10,0                           | 9,0                            | 9,0                            | 8,0                            | 10,0                           | 5×8+              | 37,0              | 75,0        | 1303,3     | 8.         |
| Tilo Gutzeit                      | Férfi egyéni | 6×9+              | 10.             | 6×11+             | 10.   | 9,0                            | 9,0                            | 9,0                            | 9,0                            | 9,0                            | 11,0                           | 14,0                           | 7,0                            | 9,0                            | 7×9+              | 61,0              | 86,0        | 1274,0     | 9.         |
| Bodo Bockenauer                   | Férfi egyéni | 6×17+             | 17.             | 5×14+             | 15.   | 15,0                           | 11,0                           | 16,0                           | 17,0                           | 13,0                           | 17,0                           | 17,0                           | 15,0                           | 16,0                           | 6×16+             | 86,0              | 137,0       | 1161,2     | 16.        |
| Bärbel Martin                     | Női egyéni   | 5×17+             | 18.             | 8×14+             | 14.   | 17,0                           | 11,0                           | 16,0                           | 14,0                           | 18,0                           | 14,0                           | 14,0                           | 15,0                           | 13,0                           | 5×14+             | 66,0              | 132,0       | 1219,8     | 14.        |
| Ursel Barkey                      | Női egyéni   | 6×19+             | 20.             | 5×18+             | 18.   | 19,0                           | 16,0                           | 22,0                           | 17,0                           | 19,0                           | 19,0                           | 13,0                           | 20,0                           | 21,0                           | 6×19+             | 103,0             | 166,0       | 1164,5     | 18.        |
| Marika Kilius Hans-Jürgen Bäumler | Páros        |                   |                 |                   |       | 4,0                            | 2,0                            | 3,0                            | 2,0                            | 2,0                            | 2,0                            | 4,0                            |                                |                                | 4×2+              | 8,0               | 19,0        | 76,8       |            |
| Margret Göbl Franz Ningel         | Páros        |                   |                 |                   |       | 5,0                            | 5,0                            | 8,0                            | 4,0                            | 3,0                            | 3,0                            | 8,0                            |                                |                                | 5×5+              | 20,0              | 36,0        | 72,5       | 5.         |
| Rita Blumenberg Werner Mensching  | Páros        |                   |                 |                   |       | 9,0                            | 7,5                            | 7,0                            | 7,0                            | 6,5                            | 6,0                            | 10,0                           |                                |                                | 4×7+              | 26,5              | 53,0        | 70,2       | 7.         |

## Sífutás
Férfi
| Versenyző                                       | Versenyszám     | Eredmény  | Helyezés |
| ----------------------------------------------- | --------------- | --------- | -------- |
| Rudolf Dannhauer                                | 30 km           | 2:03:38,9 | 29.      |
| Rudolf Dannhauer                                | 50 km           | 3:27:54,6 | 23.      |
| Egon Fleischmann                                | 50 km           | 3:38:53,6 | 28.      |
| Werner Haase                                    | 15 km           | 57:40,3   | 38.      |
| Helmut Hagg                                     | 50 km           | 3:25:14,6 | 20.      |
| Siegfried Hug                                   | 30 km           | 2:05:48,6 | 33.      |
| Josef Maier                                     | 30 km           | 2:02:10,6 | 26.      |
| Enno Röder                                      | 15 km           | 56:54,4   | 32.      |
| Helmut Weidlich                                 | 30 km           | 2:01:25,8 | 21.      |
| Siegfried Weiß                                  | 15 km           | 58:04,6   | 42.      |
| Siegfried Weiß                                  | 50 km           | 3:28:29,1 | 24.      |
| Kuno Werner                                     | 15 km           | 55:25,6   | 24.      |
| Kuno Werner Helmut Hagg Werner Haase Enno Röder | 4 × 10 km váltó | 2:31:47,1 | 9.       |

Női
| Versenyző                                                            | Versenyszám    | Eredmény      | Helyezés      |
| -------------------------------------------------------------------- | -------------- | ------------- | ------------- |
| Rita Czech-Blasl                                                     | 10 km          | 42:29,0       | 12.           |
| Renate Dannhauer-Borges                                              | 10 km          | 43:46,1       | 16.           |
| Christa Göhler                                                       | 10 km          | nem ért célba | nem ért célba |
| Sonnhilde Hausschild-Kallus                                          | 10 km          | 44:14,6       | 18.           |
| Ritz Czech-Blasl Renate Dannhauer-Borges Sonnhilde Hausschild-Kallus | 3 × 5 km váltó | 1:09:25,7     | 5.            |

## Síugrás
| Versenyző        | 1. ugrás | 1. ugrás | 1. ugrás | 2. ugrás | 2. ugrás | 2. ugrás | Összesítés | Összesítés |
| Versenyző        | Távolság | Pont     | Hely.    | Távolság | Pont     | Hely.    | Pont       | Helyezés   |
| ---------------- | -------- | -------- | -------- | -------- | -------- | -------- | ---------- | ---------- |
| Max Bolkart      | 87,5     | 104,3    | 11.      | 81,0     | 108,3    | 5.       | 212,6      | 6.         |
| Veit Kührt       | 88,5     | 106,1    | 9.       | 79,5     | 102,6    | 16.*     | 208,7      | 12.        |
| Werner Lesser    | 81,5     | 98,0     | 25.      | 78,5     | 102,8    | 15.      | 200,8      | 21.        |
| Helmut Recknagel | 93,5     | 113,6    | 1.       | 84,5     | 113,6    | 1.       | 227,2      |            |

* - egy másik versenyzővel azonos eredményt ért el